# Castor Oyl
Castor Oyl, noto in italiano anche come Ricino o Dante Bertolio, è un personaggio del fumetto e della serie animata Braccio di Ferro creata da Elzie Crisler Segar. In realtà Castor è comparso nella serie The Thimble Theatre iniziata circa 10 anni prima della comparsa di Braccio di Ferro e inizialmente aveva il ruolo di protagonista.
È il fratello maggiore di Olivia; è basso di statura, ambizioso, autoritario, cinico, supponente e presuntuoso. I tratti autoritari vengono accentuati nel tempo.

## Il personaggio (arco narrativo di Segar)
Il personaggio è inizialmente uno dei protagonisti, e va incontro a varie avventure. In seguito fonda con Braccio di Ferro un'agenzia investigativa, e via via altre bizzarre imprese. Alla fine di varie vicissitudini, Castor Oyl e Braccio di Ferro si separano, pur restando in buoni rapporti. Castor Oyl diventa il capo di una potentissima agenzia investigativa, "La migliore al mondo", come dice Castor nel suo modo tipicamente privo di modestia.
Nei cartoni animati del primo e del secondo periodo il personaggio non appare.